# Rock and Roll Ain’t Noise Pollution
Rock and Roll Ain't Noise Pollution — песня австралийской хард-рок-группы AC/DC, первоначально выпущенная в составе альбома Back in Black. Является десятой и последней композицией на альбоме. 7 ноября 1980 года была издана синглом в Великобритании.
Эта песня звучит в видеоальбомах No Bull, Family Jewels и Plug Me In, а также в бокс-сете Bonfire.

## Участники записи
- Брайан Джонсон — лидер-вокал
- Ангус Янг — соло-гитара
- Малькольм Янг — ритм-гитара, бэк-вокал
- Клифф Уильямс — бас-гитара, бэк-вокал
- Фил Радд — ударные

## О песне
Изначально для Back in Black было написано 9 треков, но Atlantic Records и руководство группы порекомендовали им сочинить ещё одну песню. Ангус и Малкольм написали её примерно за 15 минут. Брайан Джонсон вспоминал:
Я никогда не забуду, как всё начиналось. Я зашёл в студию звукозаписи, заиграла заставка, и я услышал: «Брайан, это Матт. Не мог бы ты что-нибудь сказать? Просто поговори». Я в тот момент курил сигарету, что вы и слышите в начале. Я сказал: «Эй вы, посредники!». Я просто изобразил южного проповедника. Это был первый и единственный дубль. Я никогда не думал, что это попадёт в запись.

## Список композиций
| №  | Название                              | Длительность |
| -- | ------------------------------------- | ------------ |
| 1. | «Rock and Roll Ain't Noise Pollution» | 4:12         |

| №  | Название      | Длительность |
| -- | ------------- | ------------ |
| 1. | «Hells Bells» | 5:10         |

## Позиции в чартах

### По неделям
| Чарт (1980/81)                    | Позиция |
| --------------------------------- | ------- |
| Австралия (Kent Music Report)     | 7       |
| Ирландия (Irish Singles Chart)    | 15      |
| Великобритания (UK Singles Chart) | 15      |

### По годам
| Чарт (1981)                   | Позиция |
| ----------------------------- | ------- |
| Австралия (Kent Music Report) | 82      |

## Сертификация
| Регион                                                                      | Сертификация | Продажи |
| --------------------------------------------------------------------------- | ------------ | ------- |
| Канада (Music Canada)                                                       | Платиновый   | 80 000  |
| Данные о продажах + прослушиваниях приведены только на основе сертификации. |              |         |